# フラニェート・モンフォルテ
フラニェート・モンフォルテ（イタリア語: Fragneto Monforte）は、イタリア共和国カンパニア州ベネヴェント県にある、人口約1,800人の基礎自治体（コムーネ）。

## 地理

### 位置・広がり
ベネヴェント県のコムーネ。県都ベネヴェントから北へ13kmの距離にある。

#### 隣接コムーネ
隣接するコムーネは以下の通り。
- ベネヴェント
- カンポラッターロ
- カザルドゥーニ
- フラニェート・ラバーテ
- ペスコ・サンニータ
- ポンテ
- ポンテランドルフォ
- トッレクーゾ

## 行政

### 分離集落
フラニェート・モンフォルテには、以下の分離集落（フラツィオーネ）がある。
- Monterone, Rapinella, Fiume